# 加藤昌彦 (言語学者)
加藤 昌彦 (かとう あつひこ、1966年 - )は、日本の言語学者である。慶應義塾大学言語文化研究所教授。カレン諸語およびビルマ語を専門分野としている。カレン語名はチョーエープロン（Kyaw Eh Phlone）。

## 経歴
1966年、栃木県出身。東京外国語大学外国語学部インドシナ語学科を経て、1990年に東京大学文学部言語学専修課程を卒業。東京大学大学院人文科学研究科に進学。1992年に修士課程を修了し、1995年までミャンマー連邦国立外国語学院ビルマ語専攻に留学。1996年より国立民族学博物館助手。2001年から2007年まで大阪外国語大学アジア II 講座助教授。2005年に『ポー・カレン語文法』で、東京大学より博士 (文学)を授与される。2006年から2007年までカリフォルニア大学バークレー校言語学科客員研究員。2007年より大阪大学世界言語研究センター准教授。2016年より同大学院言語文化研究科言語社会専攻准教授。2007年から2014年にかけ、大阪大学外国語学部ビルマ語学科長。2017年より、慶應義塾大学言語文化研究所教授。

## 著書

### 単著
- 『エクスプレス  ビルマ語』白水社、1998年。
- 『ニューエクスプレス  ビルマ語』白水社、2015年。
- 『ニューエクスプレスプラス  ビルマ語』白水社、2019年。ISBN 978-4-560-08814-2。

### 編著
- 『東南アジア大陸部諸言語の事象キャンセル』慶應義塾大学言語文化研究所、2023年。

### 監修
- こどもくらぶ 編『見て・書いて・読んでみるビルマ文字』同友館、2007年。ISBN 978-4496043239。
- 野田サトル『ゴールデンカムイ』 31巻、集英社、2022年。ISBN 978-4088923703。

## 関連リンク
- 加藤昌彦 - researchmap
- 加藤昌彦 - J-GLOBAL
- 加藤昌彦 - KAKEN 科学研究費助成事業データベース
- 研究者総覧 - 慶應義塾大学
- 加藤昌彦 - 慶応義塾大学
- Kyaw Eh Phlone Channel - YouTube